# Conceição do Araguaia
Conceição do Araguaia là một đô thị thuộc bang Pará, Brasil. Đô thị này có diện tích 5829,441 km², dân số năm 2007 là 45267 người, mật độ 7,77 người/km².